# Dictyna major
Dictyna major es una especie de araña araneomorfa del género Dictyna, familia Dictynidae. Fue descrita científicamente por Menge en 1869.
Habita en América del Norte, Europa, Rusia (Europa al Lejano Oriente), Tayikistán y China.